# Список кулінарних трав і спецій

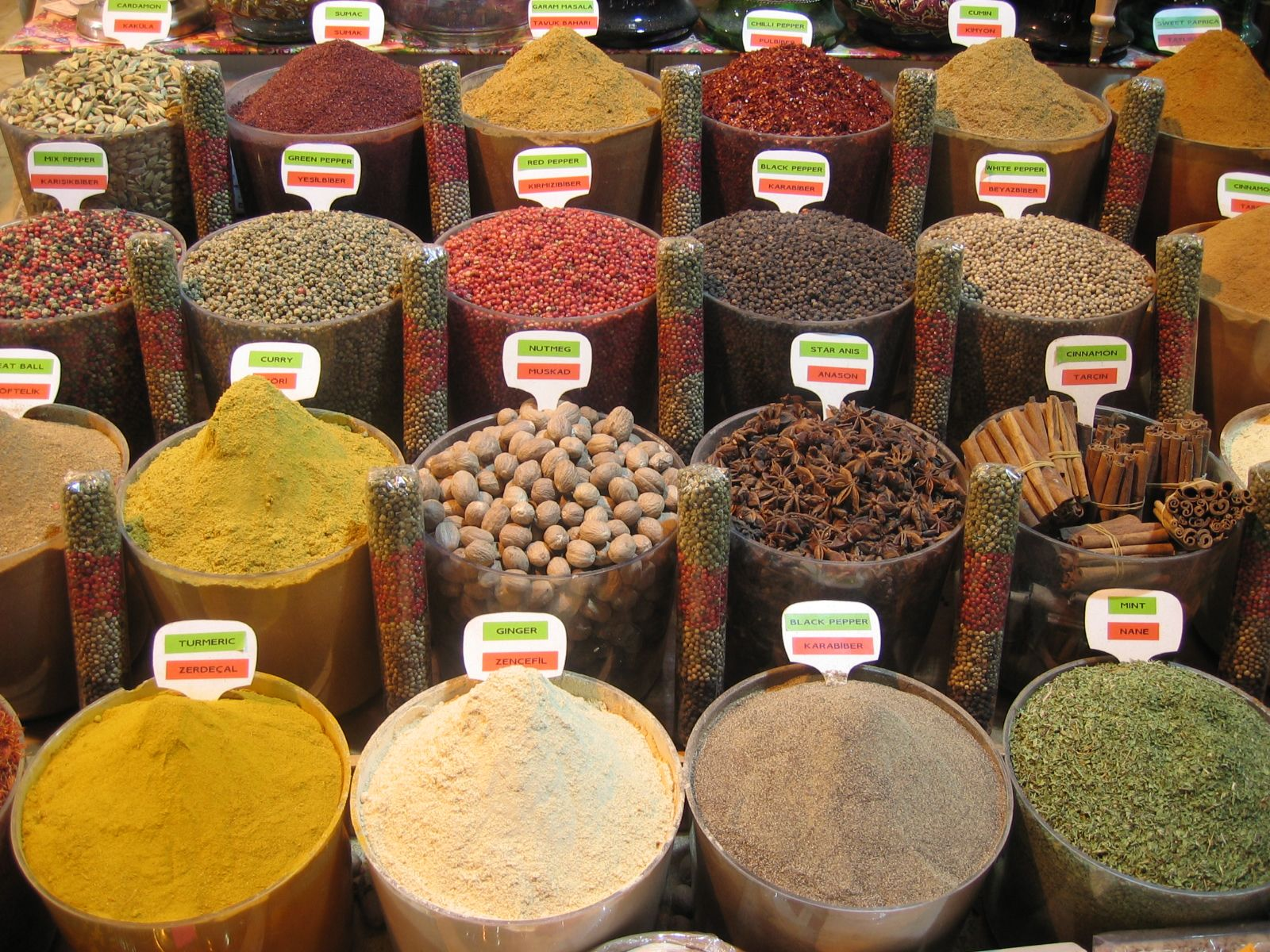
Ринок спецій у Стамбулі

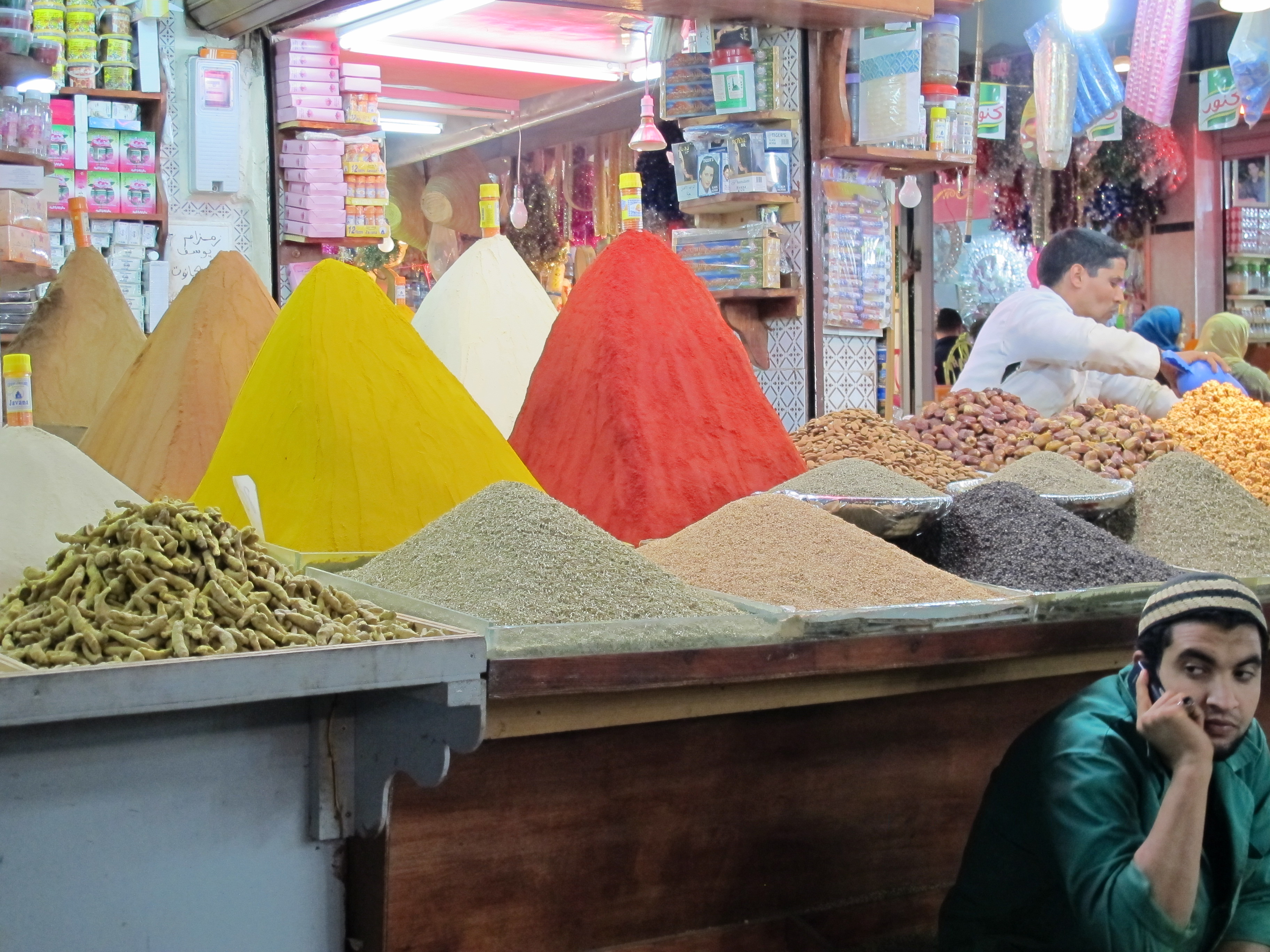
Нічний ринок спецій в Касабланці.

Це список кулінарних трав, спецій і сумішей. Зокрема, це харчові або напоївні добавки переважно рослинного походження, які використовуються в незначних з поживної точки зору кількостях для ароматизації або барвника.
Цей список не містить вигаданих рослин, таких як аглаофотіс, або рекреаційних наркотиків, таких як тютюн.
Цей список не стосується рослин, які в основному використовуються для трав'яних чаїв, а також суто лікарських рослинних продуктів, таких як валеріана.

## А
- Ажгон, насіння карамболу (Trachyspermum ammi) (Пакистан, Південна Азія, Індія, Афганістан, Іран, Єгипет, Еритрея & Ефіопія)
- Олександр (Smyrnium olusatrum)
- Алканет (Alkanna tinctoria(інші мови)), для червоного кольору
- Алігаторовий перець, пряність мбонго (mbongochobi), перець гострий (Aframomum danielli(інші мови), A. citratum(інші мови), A. exscapum(інші мови)) (Західна Африка)
- Духмяний перець (Pimenta dioica)
- Дягель (Дягель архангельський)
- Аніс (Pimpinella anisum)
- Анісовий мирт (Syzygium anisatum(інші мови)) (Австралія)
- Анато (Bixa orellana)
- Артемізія (Artemisia spp.)
- Асафетида (Ferula assafoetida)
- Авенз (Geum urbanum)
- Листя авокадо (Persea americana)

## Б
- Барбарис (Барбарис звичайний та інші Барбарис spp.)
- Базилік, солодкий (Ocimum basilicum)
- Базилік святий (Ocimum tenuiflorum)
- Базилік лимонний(інші мови) (Ocimum × citriodorum(інші мови))
- Базилік тайський (O. basilicum вар. thyrsiflora)
- Лавровий лист (Laurus nobilis)
- Лавровий лист індійський; tejpat, malabathrum (Cinnamomum tamala)
- Лавровий лист індонезійський; Індонезійський лавр, лист саламу, даун салам (Syzygium polyanthum)
- Лавровий лист мексиканський; лавр (Litsea glaucescens(інші мови))
- Лавровий лист Вест-Індії (Pimenta racemosa(інші мови))
- Пажитник синій, донник блакитний (Trigonella caerulea)
- Пеумус(інші мови) (Peumus boldus(інші мови))
- Огірочник лікарський (Borago officinalis)

## В
- Ваніль (Vanilla planifolia)
- Васабі (Wasabia japonica)
- Воаціперифери(інші мови) (Piper borbonense(інші мови)) [Мадагаскар]
- Водяний перець, гірчак (Polygonum waterpiper)
- Вотлсід (приблизно з 120 видів австралійської акації)

- Чебрець дикий (Thymus serpyllum)
- Зимник (Gaultheria procumbens)
- Авен, трава Беннета (Geum urbanum)
- Підмаренник (Galium odoratum)
- Полин, абсент (Artemisia absinthium)

## Г
- Альпінія звичайна (Alpinia galanga)
- Альпінія лікарська (Alpinia officinarum)
- Часник городній (Allium sativum)
- Allium tuberosum (Allium tuberosum)
- Імбир садовий (Zingiber officinale)
- Імбир, факел; bunga siantan (Etlingera elatior(інші мови)) (Індонезія)
- Голпар(інші мови), борщівник перський (Heracleum persicum(інші мови)) (Іран)
- Малегета (райське зерно) (Aframomum melegueta)
- Зерна Селіма, перець Кані (Xylopia aethiopica)

## Д
- Кріп або бур'ян кропу (Anethum graveolens)
- Насіння кропу (Anethum graveolens)
- Дутсі (Agasyllis latifolia(інші мови))

## E
- Бузина (Sambucus spp.)
- Епазот (Dysphania ambrosioides)

## З
- Затар (трави з родів Origanum, Calamintha, Thymus і Satureja)
- Цедоарій (Curcuma zedoaria)

## Ж
- Квіти жасмину (Jasminum spp.)
- Jakhya(інші мови) (Cleome viscosa(інші мови))
- Халапеньйо (сорт Capsicum annuum)
- Jimbu(інші мови) (Allium hypsistum) (Непал)
- Ялівець (пряність) (Juniperus communis)

## К
- Листя кафрського лайма, листя Makrud lime (Citrus hystrix) (Південно-Східна Азія)
- Кала-Зіра, Кала Джіра, чорний кмин (Bunium persicum) (Південна Азія)
- Keluak, kluwak, kepayang (Pangium edule(інші мови))
- Kencur, galangal, kentjur (Kaempferia galanga(інші мови)) (Ява, Балі)
- Kinh gioi, В'єтнамський бальзам (Elsholtzia ciliata)
- Насіння Кокам (Garcinia indica) (Індійські кондитерські вироби)\\
- Кокам (шкірка фрукта G. indica), закислювач (Індія)
- Korarima, ефіопський кардамон, несправжній кардамон (Aframomum corrorima) (Еритрея)
- Листя «Косерет» (Lippia abyssinica(інші мови)) (Ефіопія)
- Kudum Puli (Garcinia gummi-gutta(інші мови))
- Kutjura (Solanum centrale(інші мови)) (Австралія)

- Квасія (Quassia amara(інші мови)), гірка спеція в аперитивах і деяких видах пива і кріплених вин
- Каліфорнійський лавр (Umbellularia californica)
- Cao guo, китайський чорний кардамон (Lanxangia tsaoko(інші мови)) (Китай)
- Каперс (Capparis spinosa)
- Кмин (Carum carvi)
- Кардамон (Elettaria cardamomum)
- Кардамон, чорний(інші мови); badi ilaichi (Amomum subulatum(інші мови), Amomum costatum(інші мови)) (Індія, Пакистан)
- Касія (Cinnamomum aromaticum)
- Кайенский перець (Capsicum annuum)
- Селера листова (Apium graveolens)
- Селера насіння (Apium graveolens)
- Кервель (Anthriscus cerefolium)
- Цикорій (Cichorium intybus)
- Перець чилі (Capsicum spp.)
- Chironji, charoli (Buchanania lanzan(інші мови))
- Шніт-цибуля (Allium schoenoprasum)
- Cicely, солодка cecely (Myrrhis odorata)
- Кінза, зелень коріандру, трава коріандру, китайська петрушка (Coriandrum sativum)
- Кориця, індонезійська (Cinnamomum burmannii(інші мови), Cassia vera)
- Кориця, сайгонська або в'єтнамська (Cinnamomum loureiroi(інші мови))
- Кориця, справжня або цейлонська (Cinnamomum verum, C. zeylanicum)
- Кориця, біла (Canella winterana)
- Коричний мирт (Backhousia myrtifolia(інші мови)) (Австралія)
- Мускатний, шавлія мускатна (Salvia sclarea)
- Гвоздика (Syzygium aromaticum)
- Коріандр насіння (Coriandrum sativum)
- Коріандр в'єтнамський (Persicaria odorata)
- Costmary (Tanacetum balsamita)
- Перець Cubeb (Piper cubeba)
- Кулантро, кулангот, коріандр довгий, рекао (Eryngium foetidum)
- Кмин (Cuminum cyminum)
- Лист каррі (Murraya koenigii)
- Рослина каррі (Helichrysum italicum(інші мови))
- Cyperus articulatus(інші мови)

## Л
- Лаванда (Lavandula spp.)
- Меліса лікарська (Melissa officinalis)
- Лимонна залізна кора (Eucalyptus staigeriana(інші мови)) (Австралія)
- Лимонний мирт (Backhousia citriodora(інші мови)) (Австралія)
- Вербена лимонна (Lippia citriodora)
- Лимонник (Cymbopogon citratus, C. flexuosus(інші мови) та інші види Cymbopogon)
- Leptotes bicolor(інші мови) (Парагвай і південна Бразилія)
- Каламінт малий(інші мови) (Calamintha nepeta), ніпітелла, непітелла (Італія)
- Солодка, лакрица (Glycyrrhiza glabra)
- Листя любистку (Levisticum officinale)
- Насіння любистку (Levisticum officinale)
- Боби ріжкового дерева (Ceratonia siliqua)

## М
- Мускатний горіх (Myristica fragrans)
- Махлебі, махалепі, вишня Сент-Люсі (Prunus mahaleb)
- Майоран (Origanum majorana)
- Мастика (Pistacia lentiscus)
- М'ята (Mentha spp.), 25 видів, сотні різновидів
- Гірський хоропіто (Pseudowintera colorata(інші мови)), «перець» (Нова Зеландія)
- Мускусна мальва, абельмоск (Abelmoschus moschatus(інші мови))
- Гірчиця чорна, рослина гірчиці, насіння гірчиці (Brassica nigra)
- Гірчиця коричнева, рослина гірчиці, насіння гірчиці (Brassica juncea)
- Гірчиця біла, рослина гірчиці, насіння гірчиці (Sinapis alba)
- Гірчиця жовта (Brassica hirta = Sinapis alba)

## Н
- New Mexico chile(інші мови) (Capsicum annuum 'New Mexico Group', також відомий як Hatch або Anaheim), який включає Великий Джим, Чімайо і Сандія та інші сорти перцю.
- Чорнушка, чорний кмин, чорний кмин, насіння чорної цибулі, калонджі (Nigella sativa)
- Njangsa(інші мови), djansang (Ricinodendron heudelotii) (Західна Африка)
- Мускатний горіх (Myristica fragrans)

## О
- Оліда (Eucalyptus olida(інші мови)) (Австралія)
- Орегано (Origanum vulgare, O. heracleoticum та інші види)
- Орегано кубинський (Coleus amboinicus(інші мови))
- Орегано, грецький, турецький орегано (Origanum vulgare var. hirtum(інші мови))
- Орегано, мексиканський (Lippia graveolens(інші мови))
- Корінь ірису (Iris germanica, I. florentina, I. pallida)

## П
- Квітка пандан, kewra (Pandanus odoratissimus)
- Пандан лист, сосна (Pandanus amaryllifolius)
- Pápalo (Porophyllum ruderale(інші мови)) (Мексика та Південна Америка)
- Паприка (Capsicum annuum)
- Паракриса (Acmella oleracea) (Бразилія)
- Петрушка (Petroselinum crispum)
- Маракуйя, Tena adam (амхарська) (Ruta chalepensis)
- Pennyroyal (Mentha pulegium)
- Перець, чорний, білий і зелений (Piper nigrum)
- Перець бразильський, або рожевий перець (Schinus terebinthifolius)
- Перець, Дорріго (Tasmannia stipitata(інші мови)) (Австралія)
- Перець довгий (Piper longum)
- Перець, гірський, лист корнішського перцю (Tasmannia lanceolata)
- М'ята перцева (Mentha piperata)
- Лист м’яти перцевої (Eucalyptus dives(інші мови))
- Perilla (Mentha pulegium)
  - Deulkkae (насіння Perilla frutescens)
  - Kkaennip (листя Perilla frutescens)
  - Shiso(інші мови) (листя Perilla frutescens вар. crispa)
- Перуанський перець (Schinus molle)
- Pipicha, прямолистний папало (Porophyllum linaria(інші мови)) (Мексика)
- Насіння маку (Papaver somniferum)
- Портулак

## Р
- Порошок червоного рису (Monascus purpureus(інші мови)) (Китай)
- Рисова трава (Limnophila aromatica(інші мови)) (В’єтнам)
- Розмарин (Rosmarinus officinalis)
- Рута садова (Ruta graveolens)

## С
- Сафлор (Carthamus tinctorius), тільки для жовтого кольору
- Шафран (Crocus sativus)
  - використання шафрану
- Шавлія (Шавлія лікарська)
- Салат бурнет (Sanguisorba minor)
- Sassafras (Sassafras albidum(інші мови))
- Кунжутне насіння, насіння чорного кунжуту
- Чабер літній (Satureja hortensis)
- Чабер, зима (Satureja montana)
- Шісо (Perilla frutescens)
- Сичуаньський перець (Zanthoxylum piperitum)
- Silphium, silphion, laser, laserpicium, sorado (Староримська кухня,  Давньогрецька кухня)
- Щавель (Rumex acetosa)
- Щавель, овець (Rumex acetosella)
- М'ята колосиста (Mentha spicata)
- Spikenard(інші мови) (Nardostachys grandiflora або N. jatamansi(інші мови))
- Зірчатий аніс(інші мови) (Illicium verum)
- Кам'яна петрушка (Sison amomum(інші мови))[1][2][3]
- Сумах (Rhus coriaria)
- Мокриця солодка (Galium odoratum)

## Т
- Таджин
- Естрагон (Artemisia dracunculus)
- Тасманійський перець (Tasmannia lanceolata)
- Чебрець (Thymus vulgaris)
- Чебрець, лимон (Thymus citriodorus(інші мови))
- боби тонка (Dipteryx odorata)
- Куркума (Curcuma longa)

## Ф
- Фенхель (Feniculum vulgare)
- Пажитник (Trigonella fenugreek)
- Пажитник, блакитний, донник блакитний (Trigonella cerulea)
- Порошок філе, філе гумбо (Sassafras albidum(інші мови))
- Fingerroot, temu kuntji, krachai, k'cheay (Boesenbergia rotunda) (Ява,  Таїланд, Камбоджа)
- Рибна м'ята, лист; giạp cá (Houttuynia cordata(інші мови)) (В’єтнам)
- Рибна м'ята, кореневище; zhé ěrgēn (Houttuynia cordata(інші мови)) (провінції Гуйчжоу, Сичуань, Юньнань і Гуансі Китай)

## Х
- Hoja santa, herbal santa, acuyo (Piper auritum(інші мови)) (Мексика)
- Хрін (Armoracia rusticana)
- Уакатай, чорнобривці мексиканські, чорнобривці м’ятні (Tagetes minuta)
- Ісопу лікарського (Hyssopus officinalis)

## Ю
- Йерба буена, будь-який із чотирьох різних видів, багато з яких не пов'язані між собою
- Деревій (Achillea millefolium)

### Кулінарні трави та спеції за країнами, регіонами та культурами
- Список афганських спецій і трав
- Асамські спеції
- Ацтекські спеції
- Болгарські спеції
- Чілійські трави та спеції
- Угорські спеції
- Індонезійські спеції
- Список вірменських спецій і трав
- Список австралійських трав і спецій
- Список бангладешських спецій
- Список гуджаратських спецій
- Список індійських спецій
- Список індонезійських спецій (бумбу)
- Список індонезійських спецій
- Список італійських трав і спецій
- Список пакистанських спецій
- Список пуерториканських спецій і приправ
- Список тайських трав і спецій
- Список в’єтнамських спецій і трав (в’єтнамські інгредієнти)
- Литовські спеції
- Спеції Манадо
- Середньовічні спеції
- Марокканські спеції
- Нігерські спеції
- Спеції Шрі-Ланки
- Південноазіатські спеції
- Тайські трави та спеції
- В'єтнамські трави та спеції